# Bisdom Maurienne

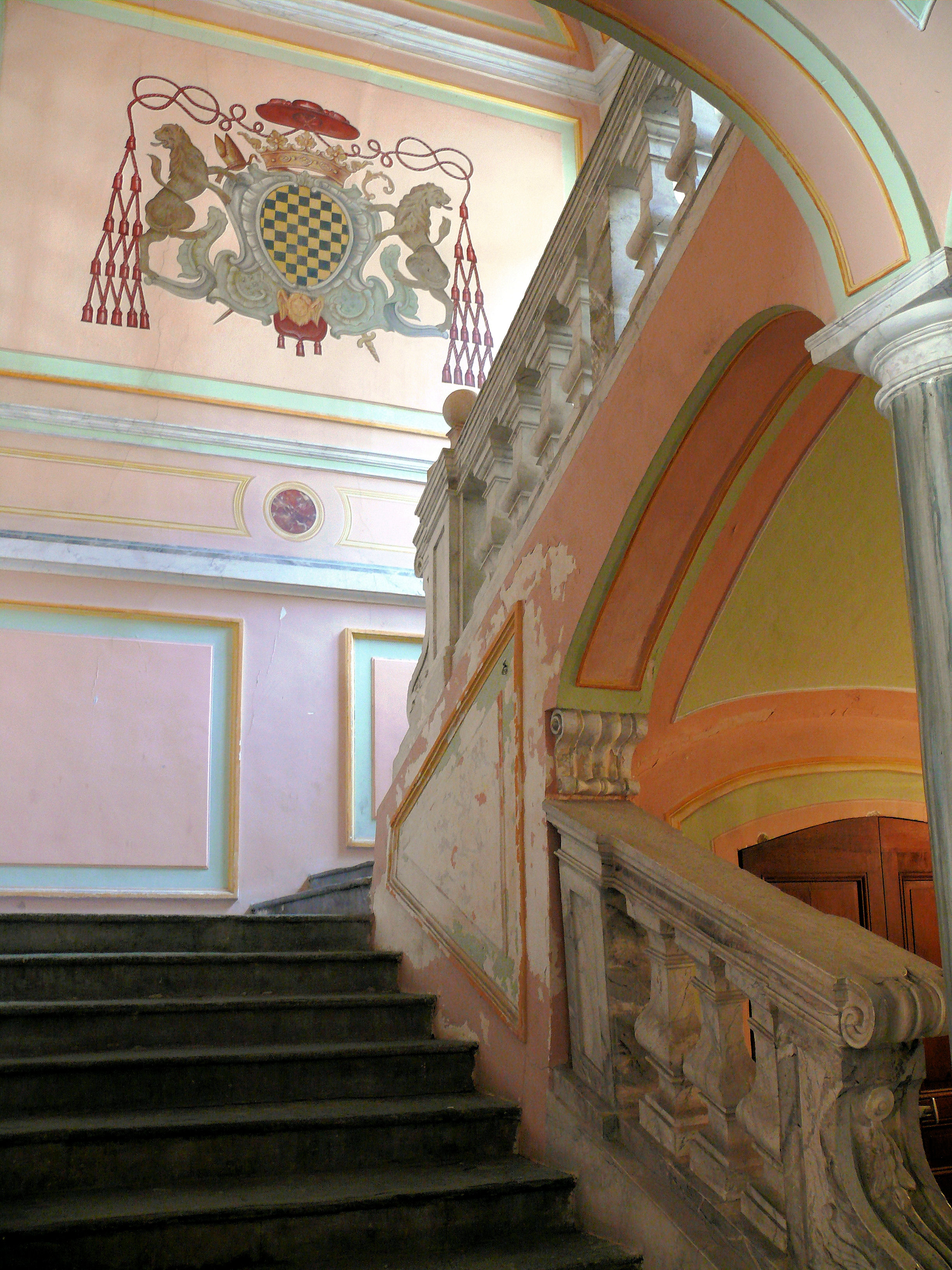
Voormalig bisschoppelijk paleis in Saint-Jean-de-Maurienne

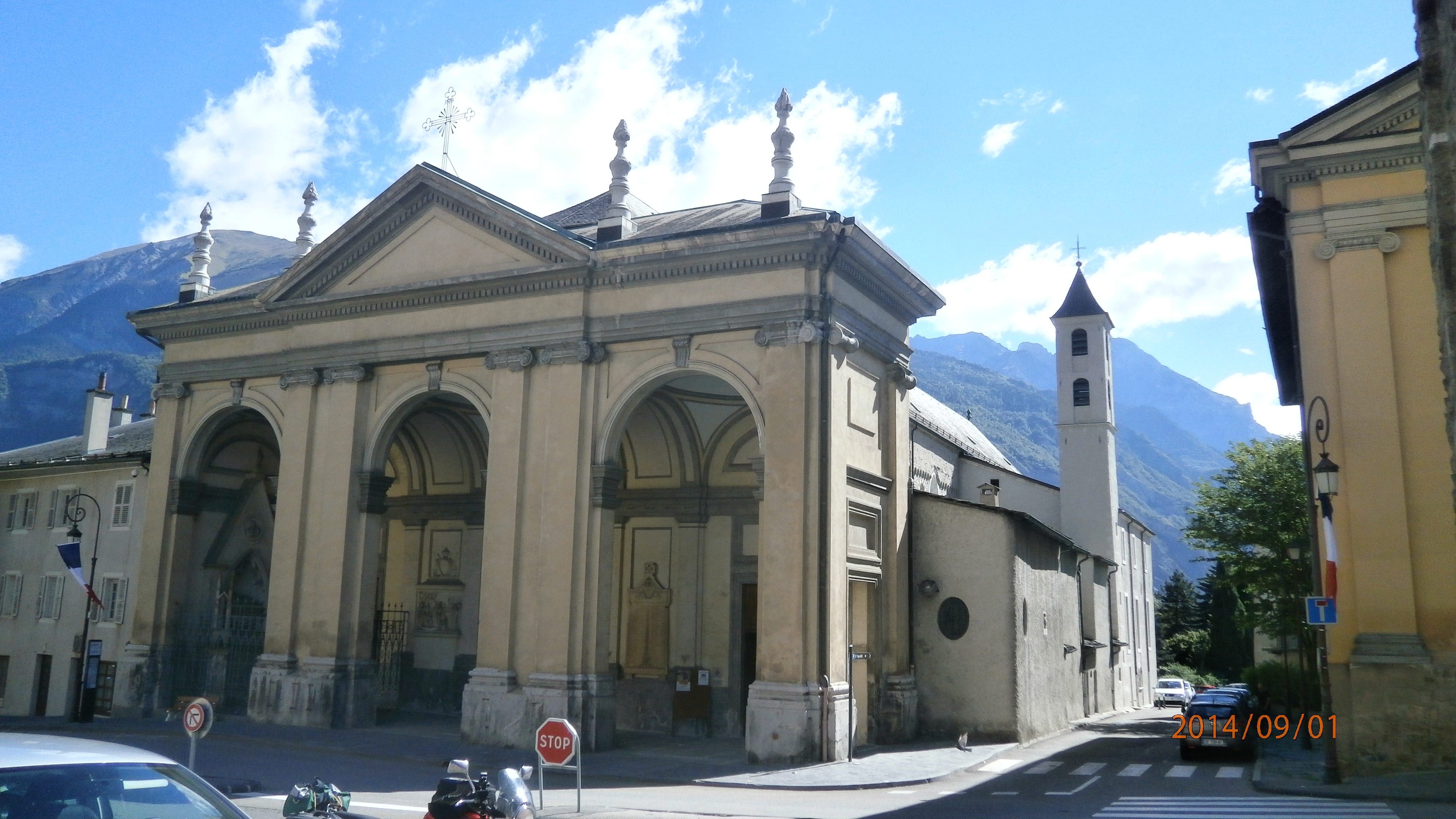
Voormalige kathedraal van Johannes de Doper in Saint-Jean-de-Maurienne

Het bisdom Maurienne of voluit bisdom Saint-Jean-de-Maurienne (Latijn: Diocesis Maurianensis) is een voormalig bisdom in Frankrijk, gelegen in Savoye. De bisschopszetel was de stad Saint-Jean-de-Maurienne; de naam van deze stad geeft aan dat de kerk gewijd was aan Johannes de Doper
In 1966 schafte paus Paulus VI het bisdom Maurienne niet af maar organiseerde een unie van drie bisdommen van Savoye: één enkele bisschop is zowel aartsbisschop van Chambéry, bisschop van Maurienne en bisschop van Tarentaise. Het bisdom Maurienne heeft bijna 1.500 jaren bestaan als zelfstandig bisdom, met een onderbreking nog in de 19e eeuw.

## Geschiedenis

### Gallo-Romeins en Bourgondisch
De eerste christenen kwamen in Maurienne tijdens het Romeinse keizerrijk. Maurienne behoorde tot de Romeinse provincie Alpes Graiae et Poininae. Christenen kwamen vermoedelijk vanuit Milaan over de Alpen via Aosta – de Kleine Sint-Bernhardpas – Tarentaise, op weg naar Vienne. Vienne was, naast Milaan, een belangrijke Romeinse metropool in de regio. Met de val van Rome kwam Maurienne in handen van de Bourgondiërs. Het gebied viel op kerkelijk gebied onder de bisschop van Turijn.

### Middeleeuwen en nieuwe tijd
De Merovingische koning Gontram bestuurde in de 6e eeuw het koninkrijk Bourgondië (onder Frankisch bestuur dus) en stichtte het bisdom Maurienne.
Het bisdom Maurienne had als grondgebied deze van het oude graafschap Maurienne. Het was een suffragaanbisdom van Tarentaise. Volgens de traditie in het graafschap Maurienne had de heilige Thècle een reliek van Johannes de Doper meegebracht vanuit zijn schuilplaats in de Alpen naar de stad Saint-Jean-de-Maurienne. Dit reliek stelt 3 vingers voor van Johannes de Doper. De 3 vingers komen terug in het wapenschild van de stad, genoemd naar deze Johannes. De kathedraal is ook gewijd aan Johannes de Doper.
Het bisdom Maurienne was betrokken in de politiek van de graven van Savoye en hertogen van Savoye binnen het Rooms-Duitse Rijk. Zo was bijvoorbeeld een zekere Amadeus, zoon van graaf Thomas I van Savoye, bisschop van Maurienne in de 13e eeuw. Later, in de 18e eeuw, kwam Maurienne onder bestuur van de koningen van Piëmont-Sardinië.

### Nieuwste tijd
Met de Franse verovering van Savoye na de Franse Revolutie bevond het bisdom Maurienne zich in het Franse departement Mont-Blanc en bleef het nog enkele jaren bestaan. Ten gevolge van het Concordaat tussen de paus Pius VII en Napoleon (1801) verdween het bisdom Maurienne van de kaart. Het werd aangehecht aan het naburige aartsbisdom Chambéry. In 1815 keerde Maurienne, zoals geheel Savoye, terug naar het koninkrijk Piëmont-Sardinië (Congres van Wenen). In 1825 liet paus Leo XII, de opvolger van Pius VII, toe dat het bisdom Maurienne heropgericht werd. In 1860 kwam Maurienne, zoals de rest van Savoye, onder bestuur van de Franse keizer Napoleon III.
In 1966 besliste paus Paulus VI om feitelijk terug te keren naar de situatie van het Concordaat van 1801 maar hij behield formeel het bisdom Maurienne op papier. Het bisdom Maurienne maakt sindsdien deel uit van het aartsbisdom Chambéry.

Wapenschild van het graafschap Maurienne; de Rooms-Duitse adelaar verwijst naar de suzerein van de graaf van Maurienne, de Rooms-Duitse keizer
Wapenschild van de stad Saint-Jean-de-Maurienne; de vingers verwijzen naar de relieken van Johannes de Doper in de kathedraal
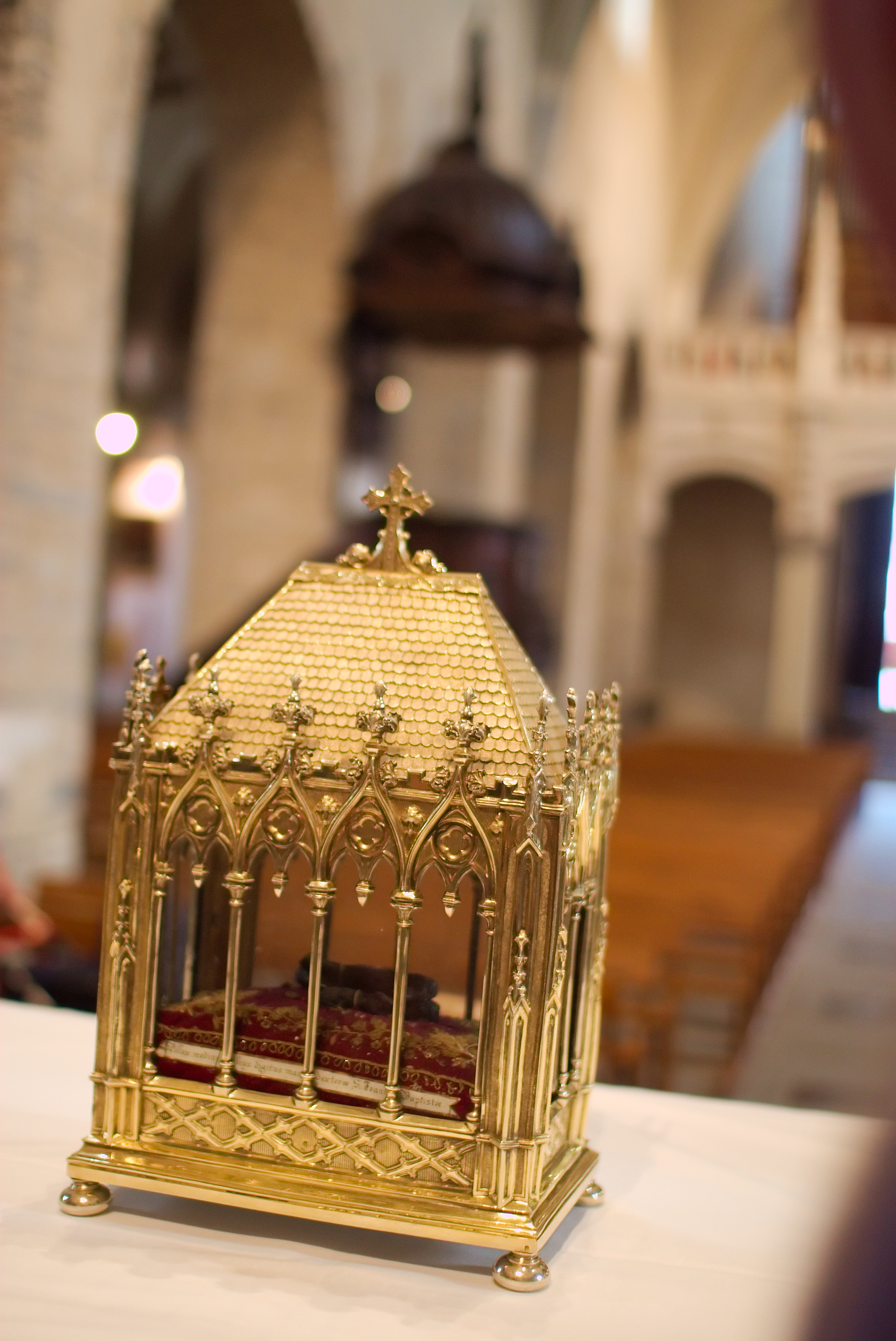
Reliekschrijn met 3 vingers van Johannes de Doper in de kathedraal
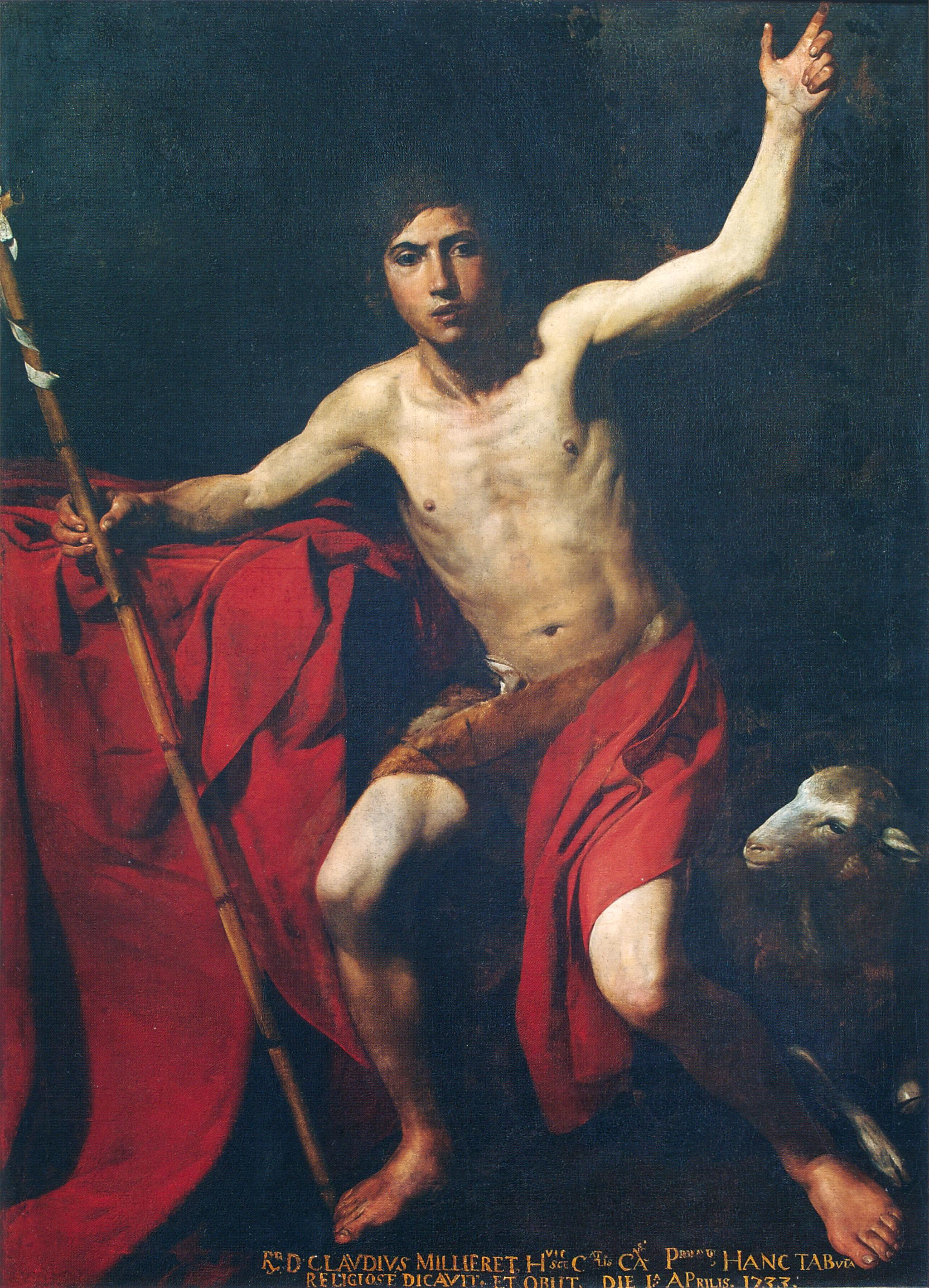
Schilderij van Johannes de Doper in de kathedraal van Saint-Jean-de-Maurienne
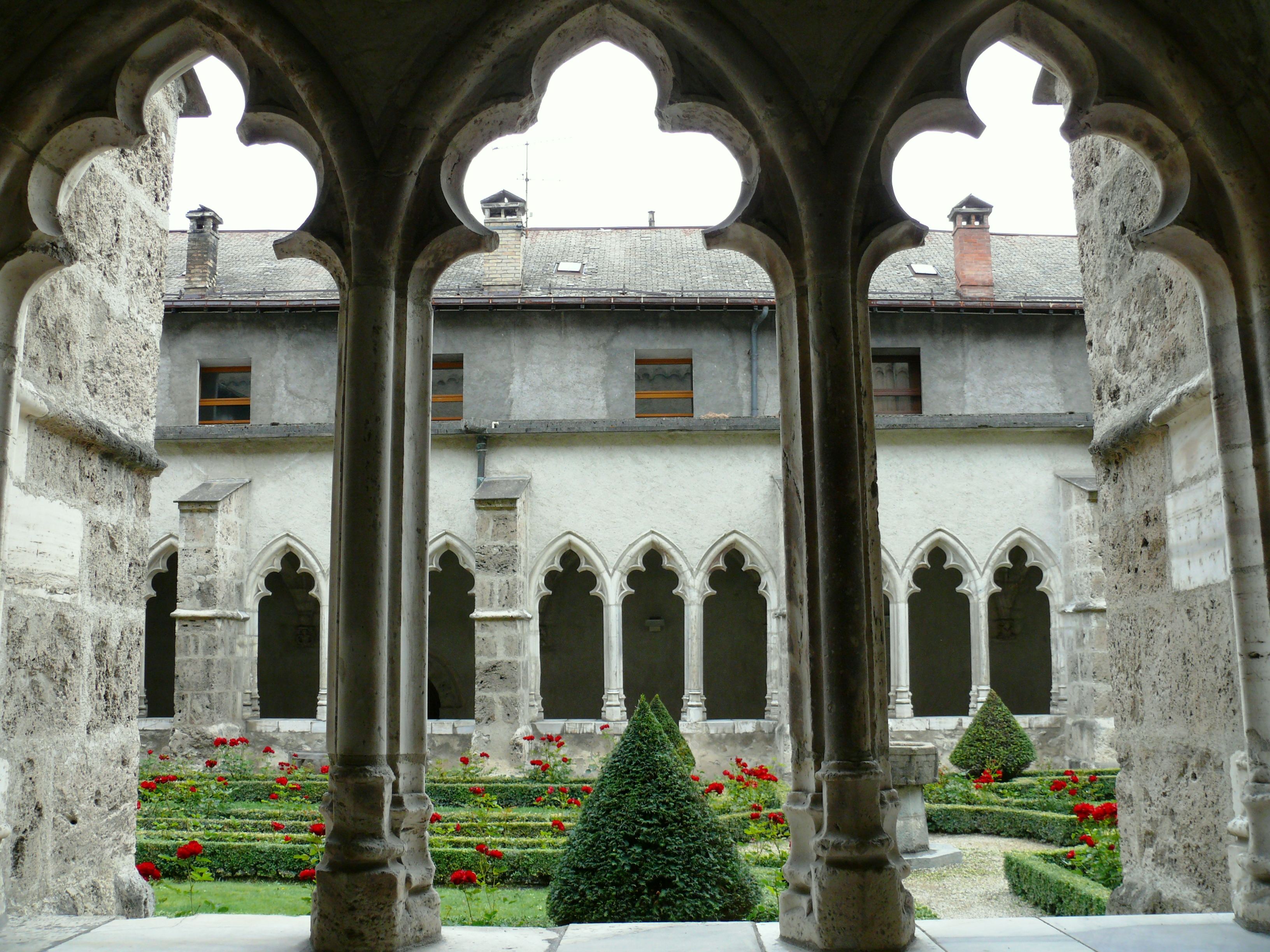
Voormalig klooster naast de kathedraal

- Bibliothèque nationale de France: cb11869180v (data)
- Virtual International Authority File: 138033467
- WorldCat: E39PBJtX4jQXFmQcXvDbpB6R8C